# Timandra pusilla
Timandra pusilla là một loài bướm đêm trong họ Geometridae.